# Bijzondere biologie
Bijzondere biologie is een wat oudere term voor de biologische vakgebieden die betrekking hebben op de systematiek van de soorten en van specifieke taxonomische groepen.

## Deelgebieden
Bijzondere biologie beschrijft van specifieke taxonomische groepen als soorten, geslachten of families de (bio)systematiek, de biogeografie, de morfologie en de anatomie, de fysiologie, de ecologie en bij dieren het gedrag.
Onder (bio)systematiek vallen de natuurlijke verwantschapsbetrekkingen, inclusief de levenscyclus en de voortplanting, de afstammingsgeschiedenis (de fylogenie of de evolutie en het ontstaan van de biodiversiteit), het verspreidingsgebied, hun plaats in het systeem (soort, geslacht, familie en verwantschappen) en hun naamgeving: de taxonomie en de nomenclatuur.
Voorbeelden van de bestudeerde hoofdgroepen in de "klassieke" indeling zijn plantkunde, dierkunde en microbiologie.

## Plantkunde
Botanie of plantkunde (studie van de planten in wijde omgrenzing) omvat algologie of fycologie, bryologie, lichenologie en mycologie, pteridologie en de studie van de zaadplanten.

### Fycologie
Algologie of fycologie is de studie van wieren of algen, waaronder de roodwieren, de bruinwieren en de groenwieren vallen. Deze groepen vertonen een grote verscheidenheid aan levenscycli, wat betreft hun generatiewisseling, hun kernfasewisseling en hun afwisseling van individuen. De bouw van algen loopt zeer uiteen van eencellige tot meercellige planten van soms grote afmetingen (zoals kelp).
| - Eencellige algen - Micrasterias rotata, een eencellig sieralg (groenwieren) - Phacus utiwahigemusi, een eencellige Euglenozoa - Verschillende soorten diatomeeën (kiezelwieren) - Coenobia en kolonies van algen - Scenedesmus spec. - Pediastrum duplex - Coenobium van Volvox spec. - Macroscopische algen - Fucus serratus een bruinwier (gezaagde zee-eik) - Ulva lactuca een groenwier (zeesla) - Chondrus crispus een roodwier (Iers mos) |

### Mycologie en lichenologie
Mycologie is de studie van de schimmels, lichenologie is de studie van korstmossen. De korstmossen worden gerekend tot de schimmels. Het zijn schimmels met een bijzondere, symbiotische levenswijze samen met algen (blauwwieren en/of groenwieren).

Mycologie
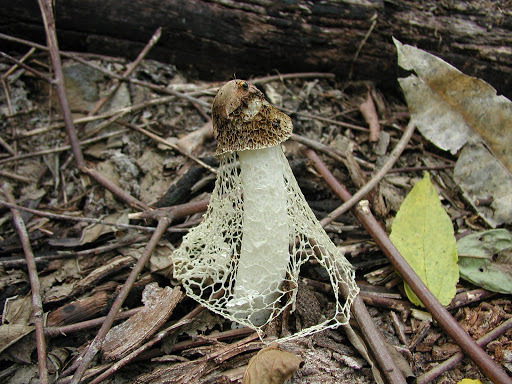
Phallus indusiatus, een stinkzwam
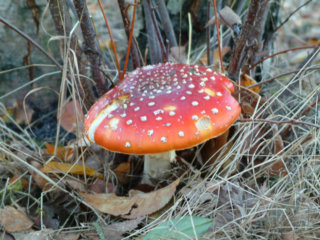
Amanita muscaria een schimmel (vliegenzwam)
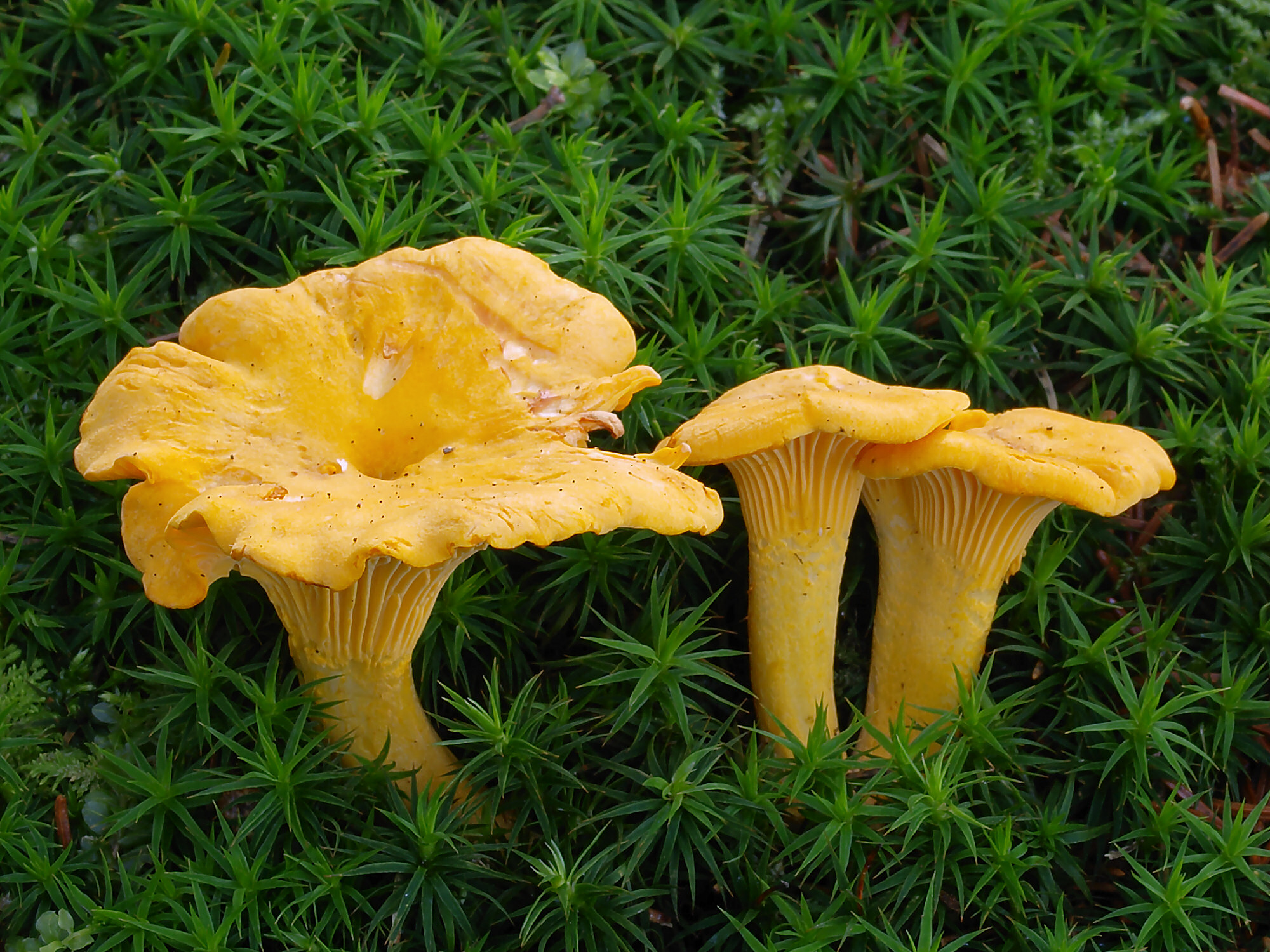
Cantharellus cibarius een schimmel (hanenkam of cantharel)

Lichenologie
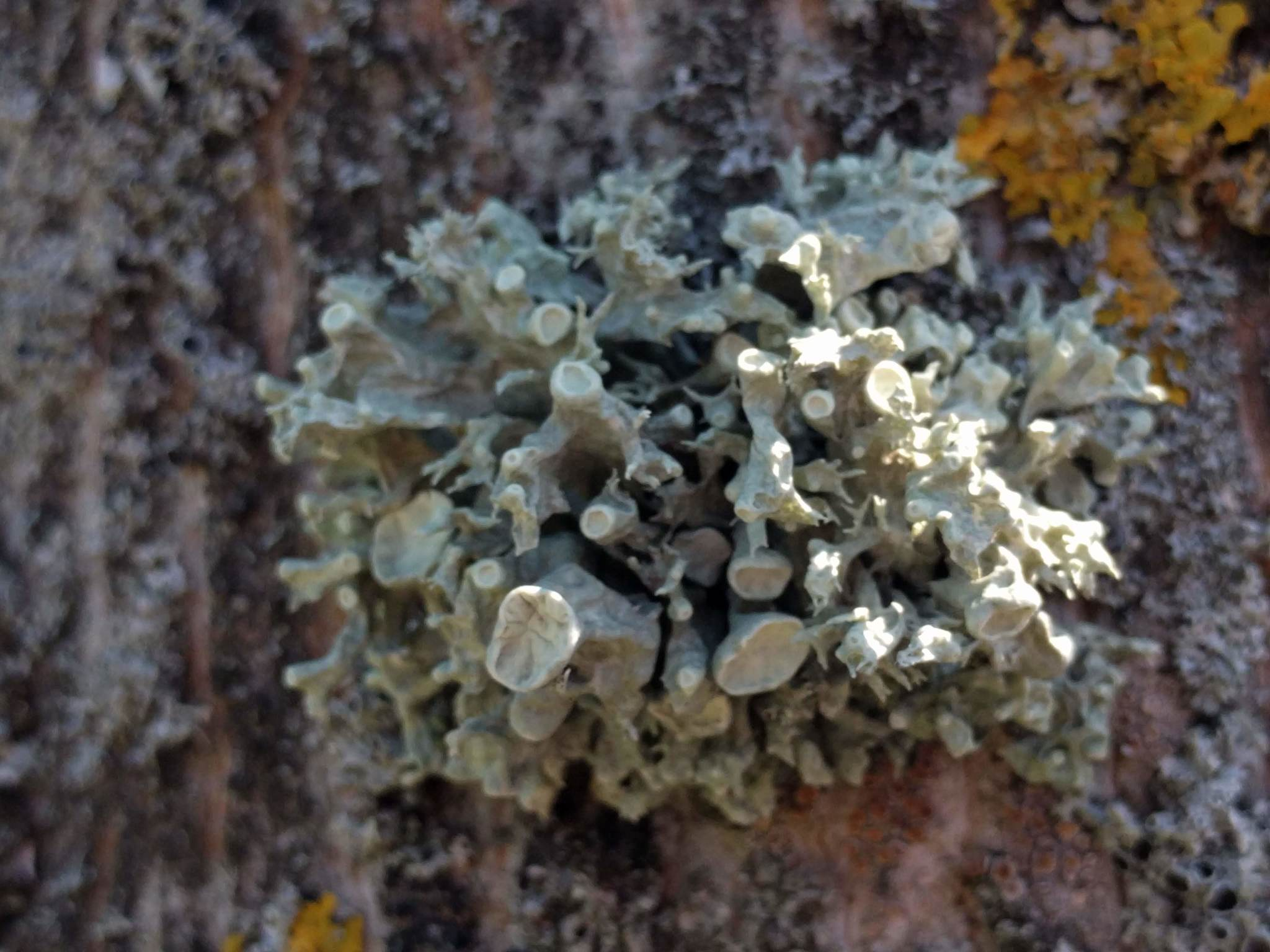
Ramalina fastigiata een korstmos (trompettakmos)
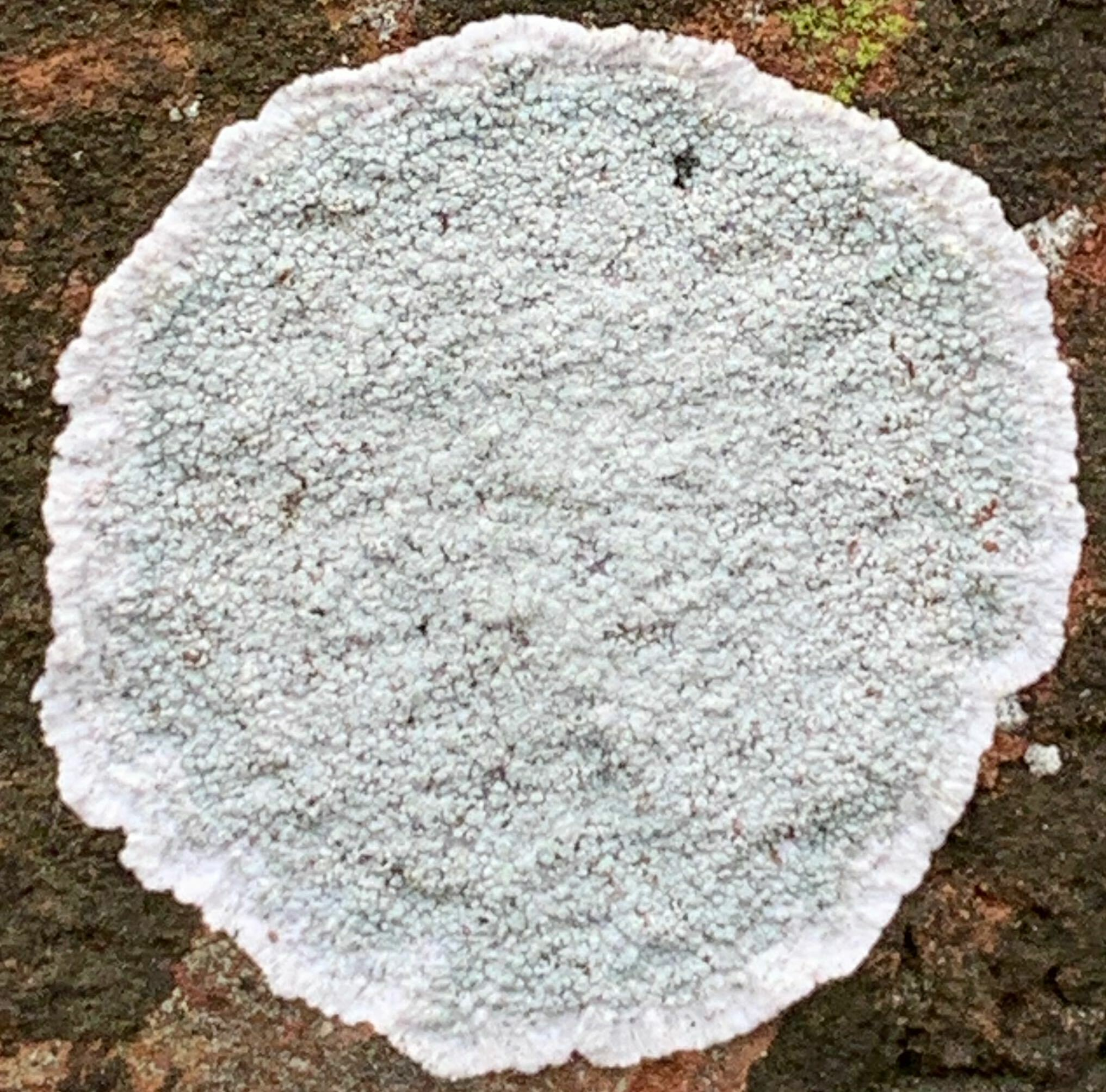
Haematomma ochroleucum een korstmos (witgerande stofkorst)
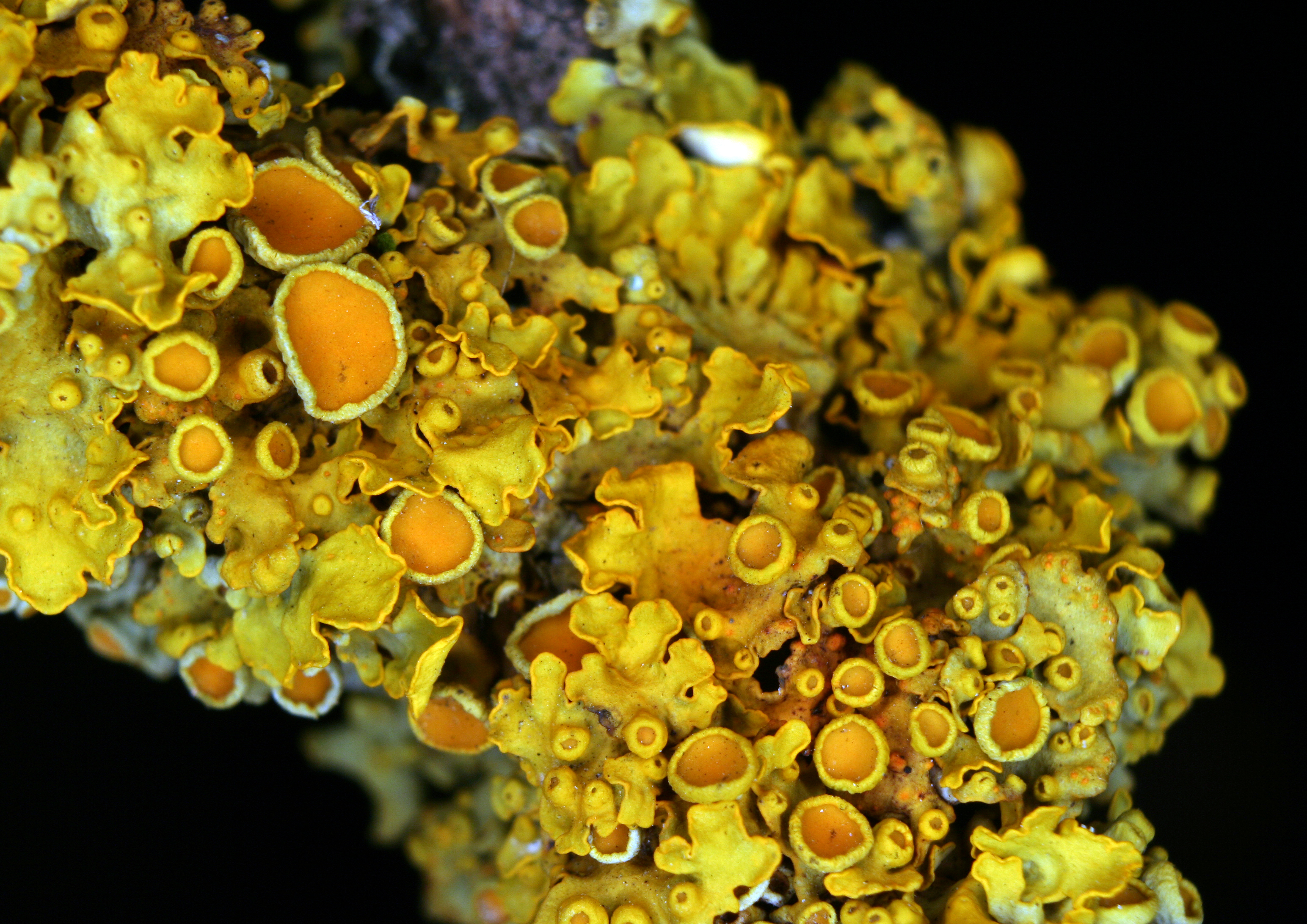
Xanthoria parietina een korstmos (groot dooiermos)

### Bryologie
Onder bryologie valt de studie van levermossen, mossen en hauwmossen, groepen die in het verleden samen werden genomen. Deze groepen van kleine plantjes komen overeen in het feit dat het plantje de haploïde gametofyt is.

Bryologie
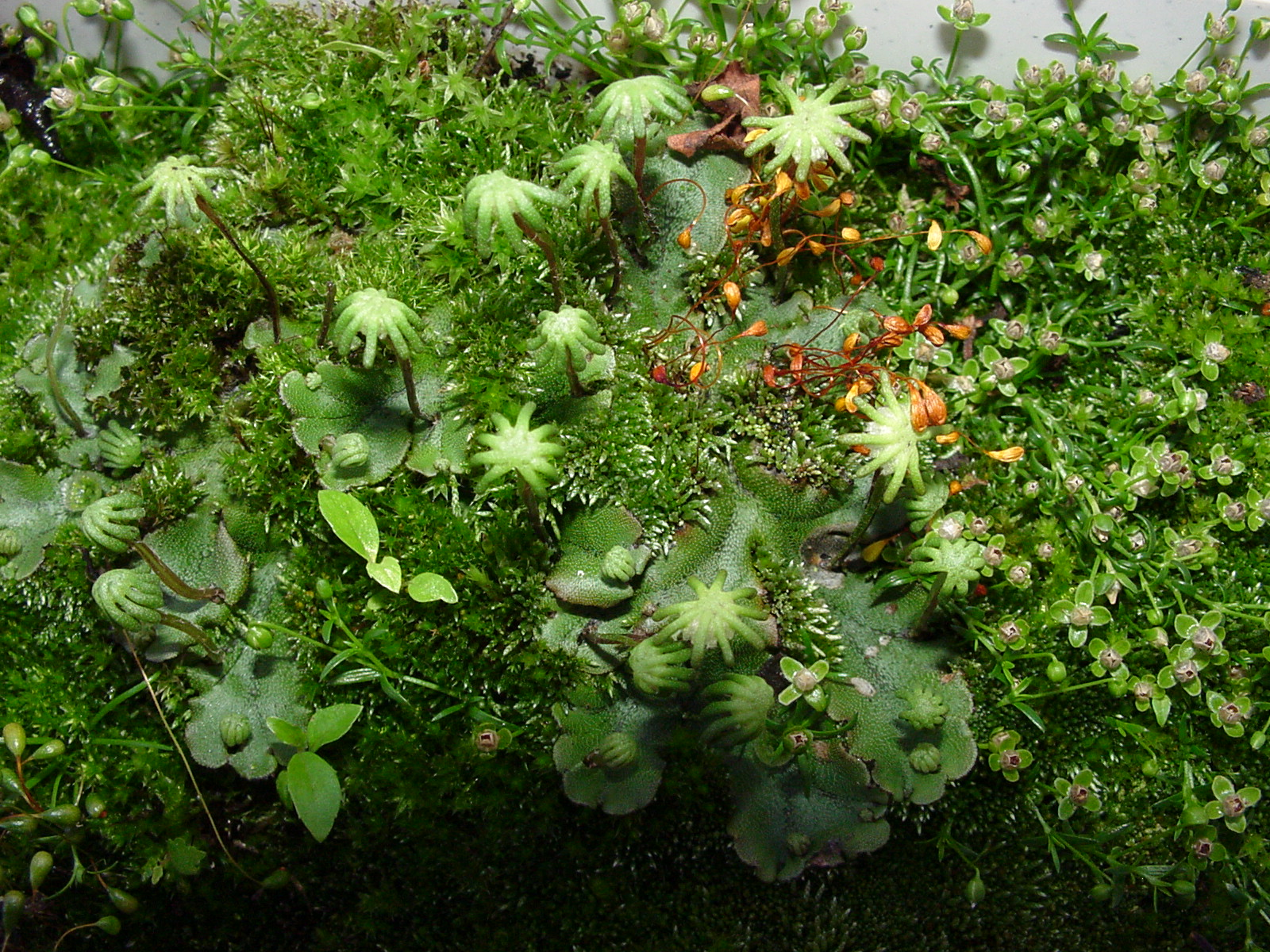
Marchantia polymorpha een levermos (parapluutjesmos)
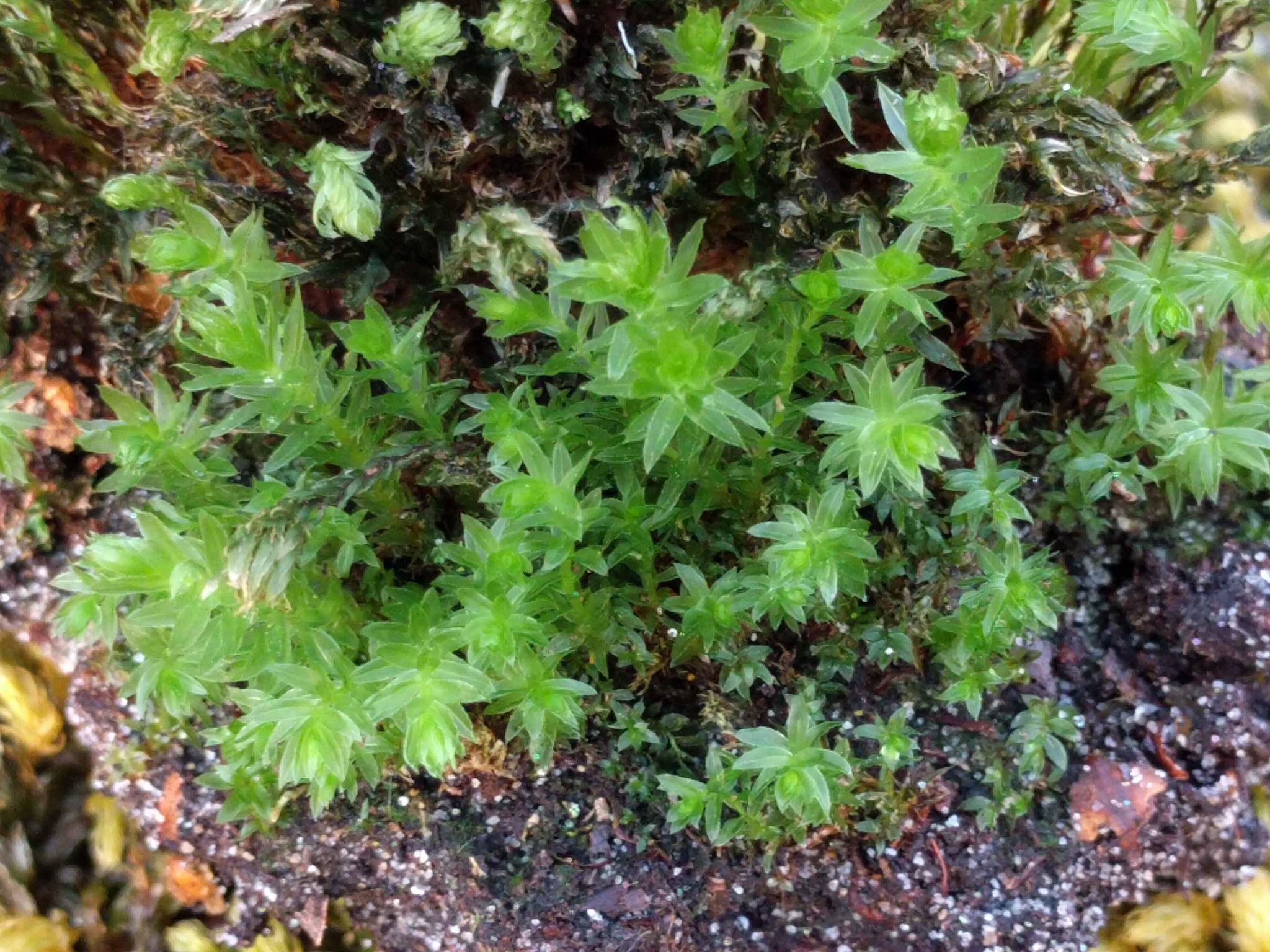
Mnium hornum een mos (gewoon sterrenmos)
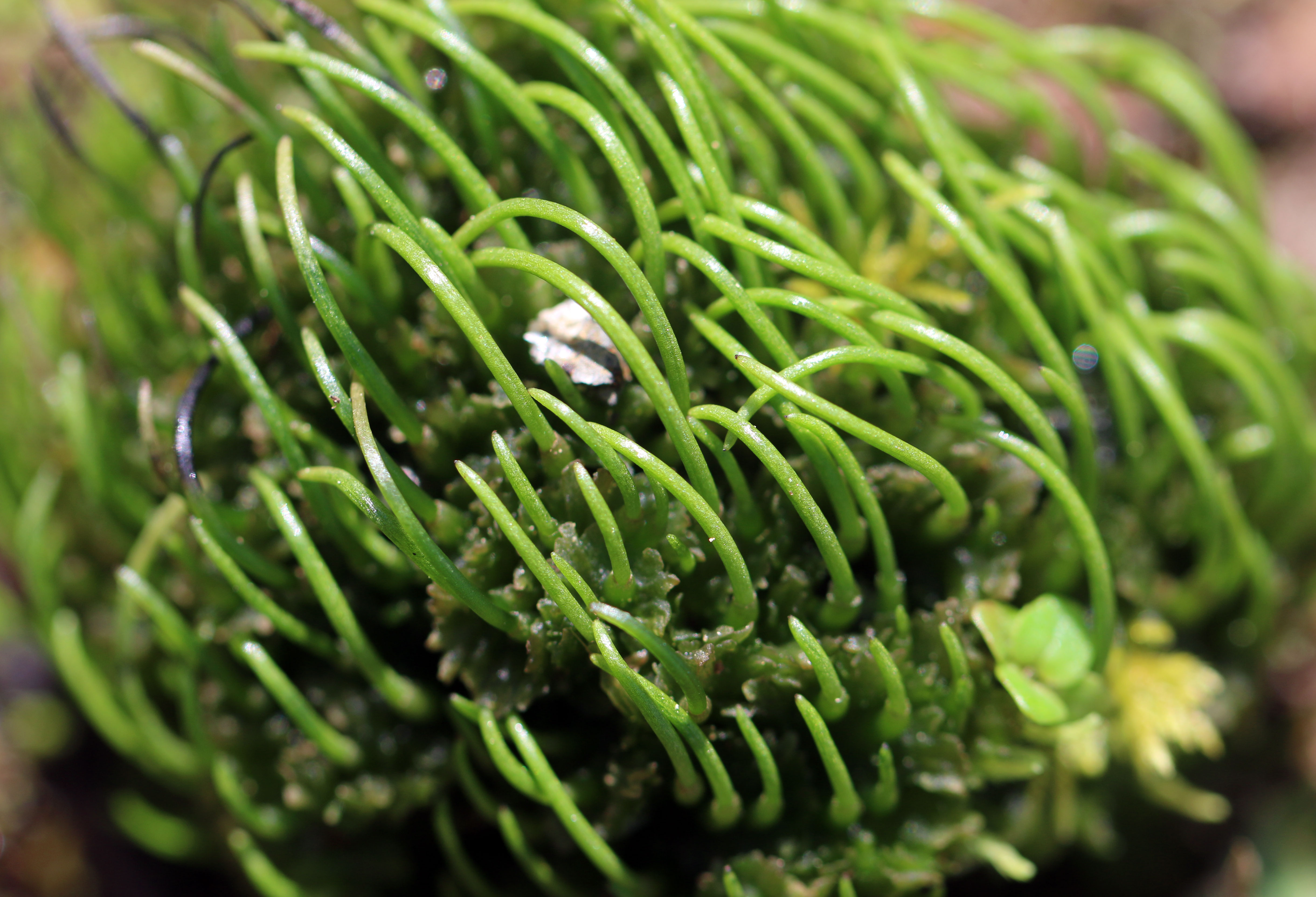
Anthoceros spec. een hauwmos

### Pteridologie en zaadplanten
Onder de studie van de vaatplanten valt de pteridologie (dit betreft de groepen Lycopodiopsida (wolfsklauwen) en Polypodiopsida (varens)) en de studie van de zaadplanten met onder andere de naaktzadigen en de bedektzadigen (bloemplanten).

Wolfsklauwen en Varens
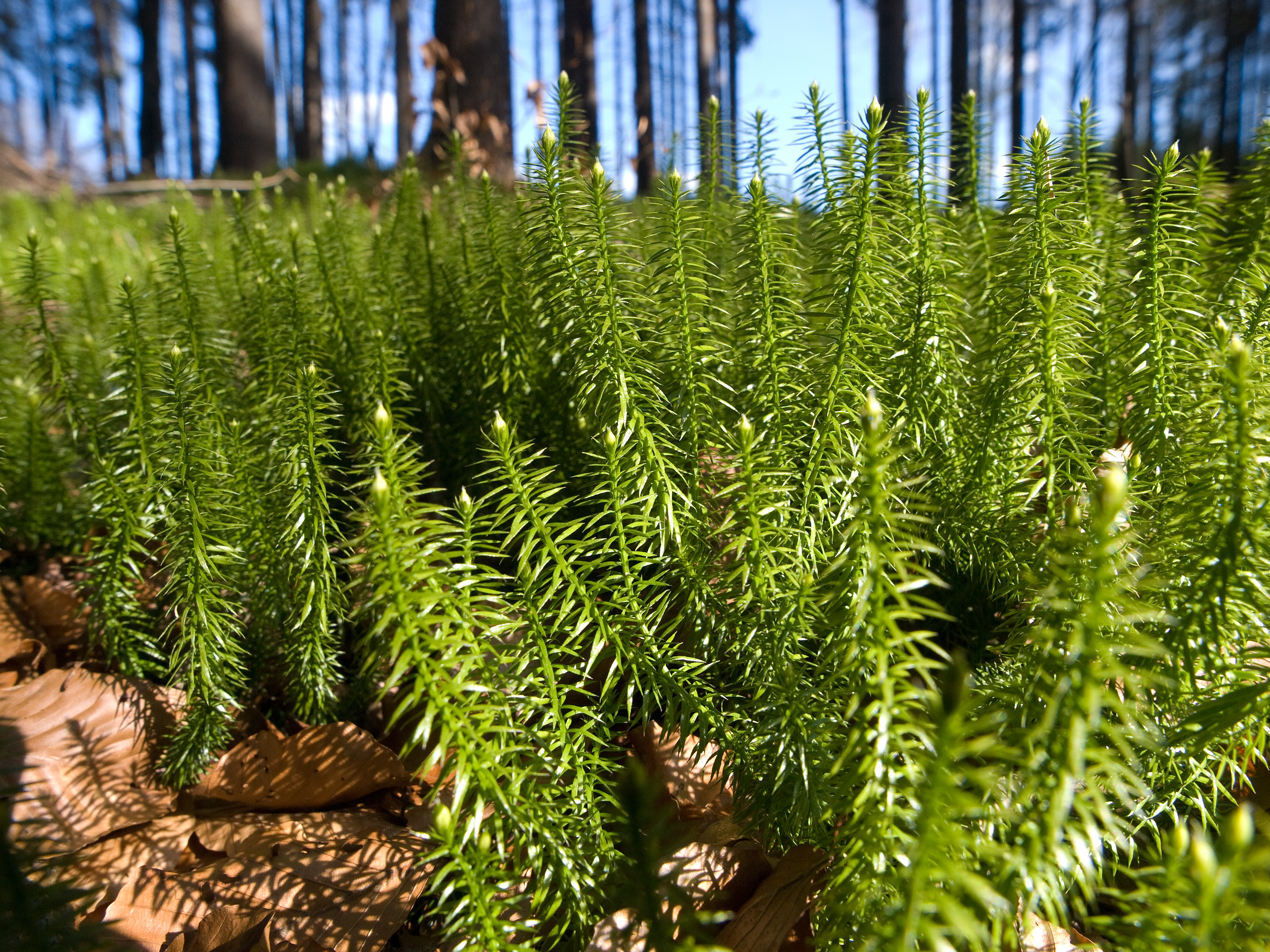
Lycopodium annotinum een wolfsklauw (stekende wolfsklauw)
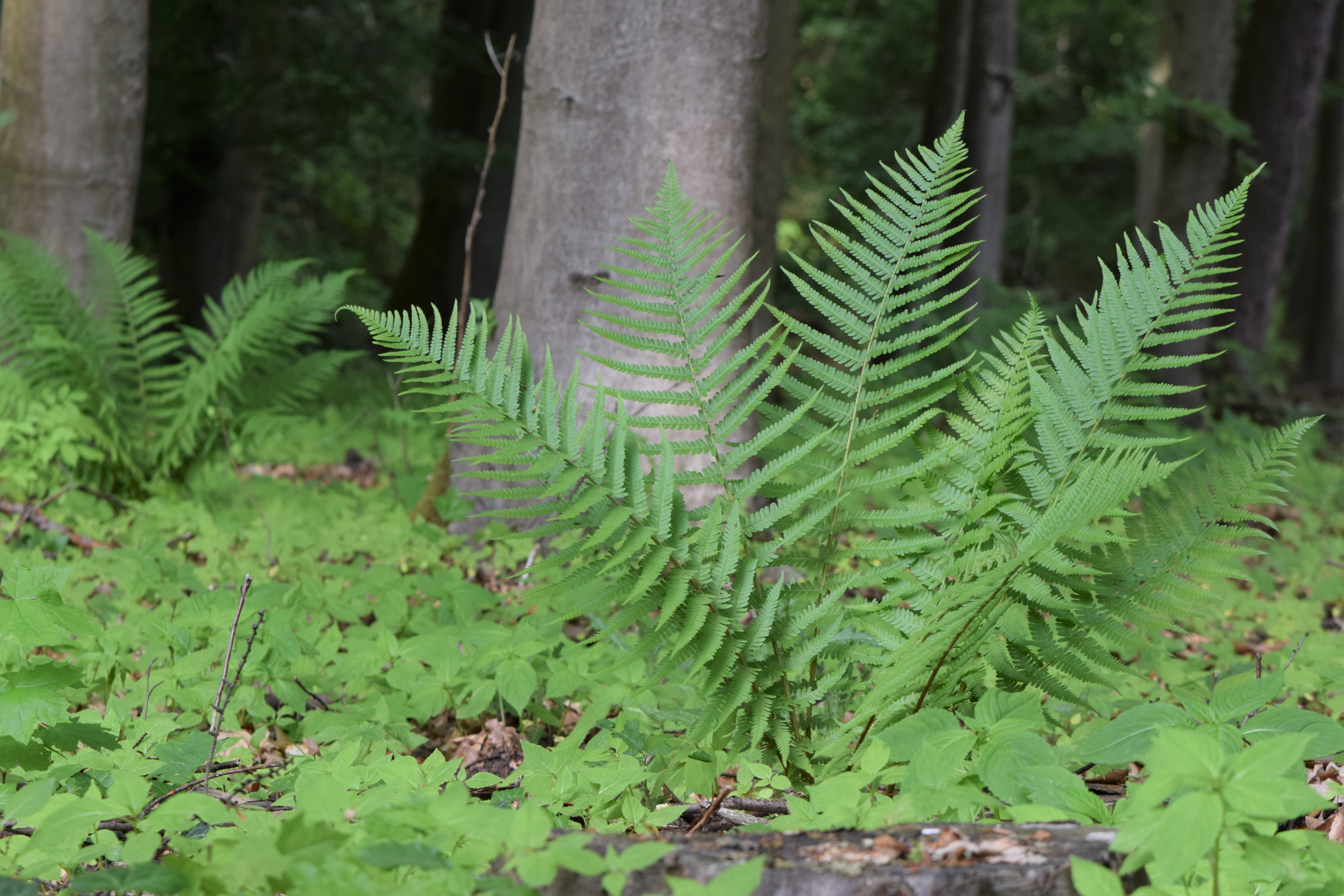
Dryopteris filix-mas een varen (mannetjesvaren)
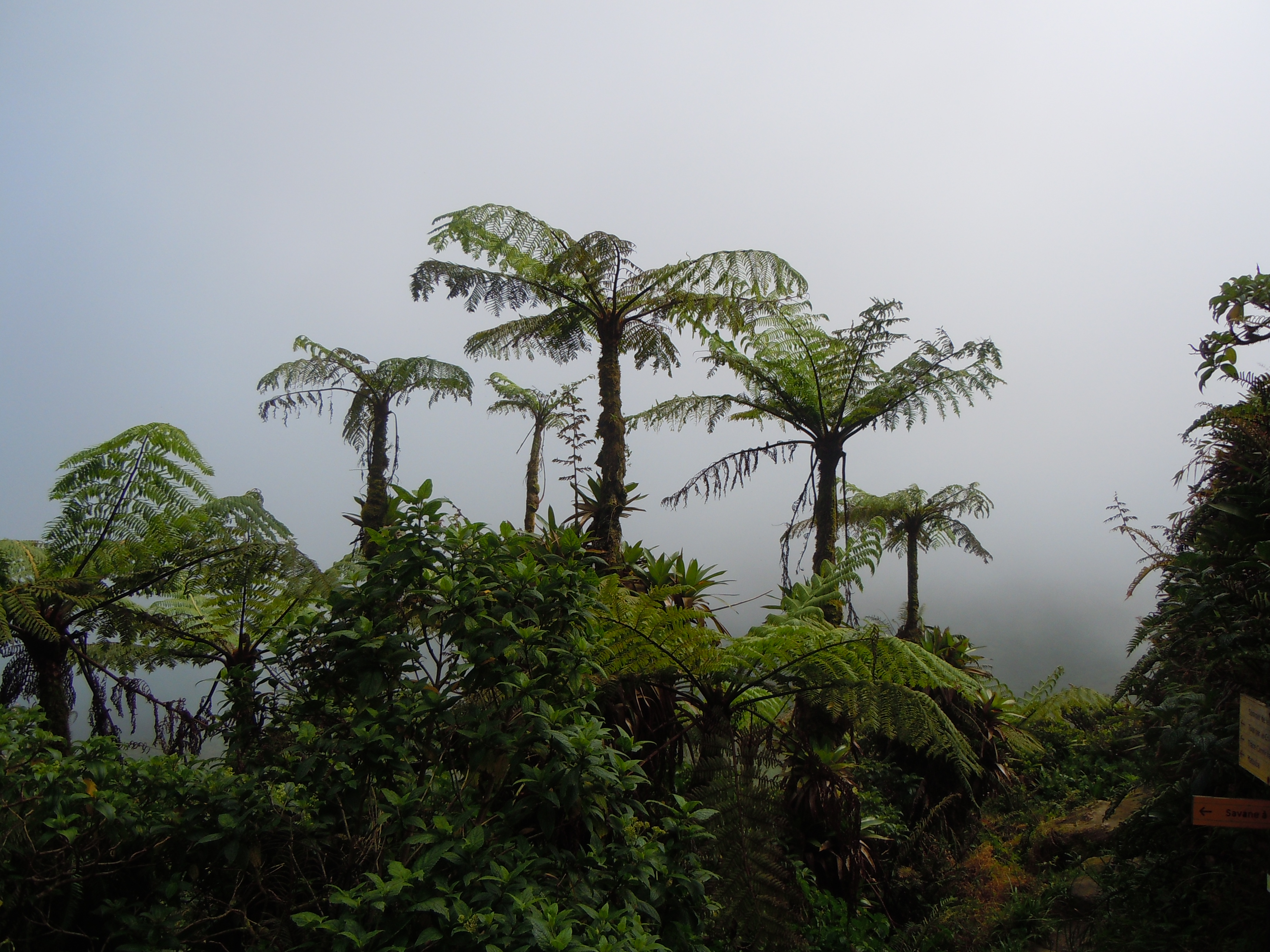
Cyathea arborea een boomvaren

Zaadplanten: naaktzadigen en bedektzadigen
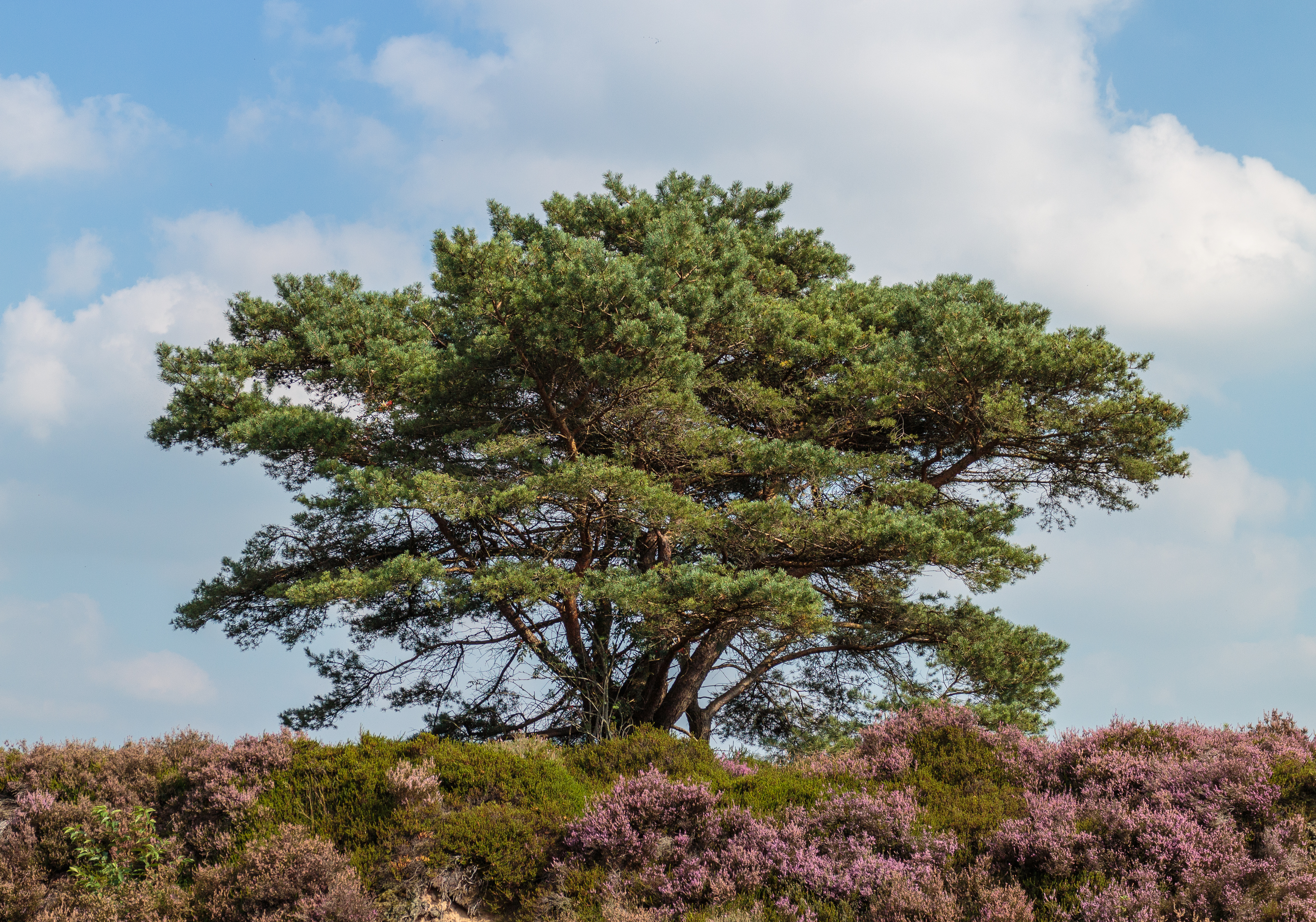
Pinus sylvestris een naaktzadige (grove den)
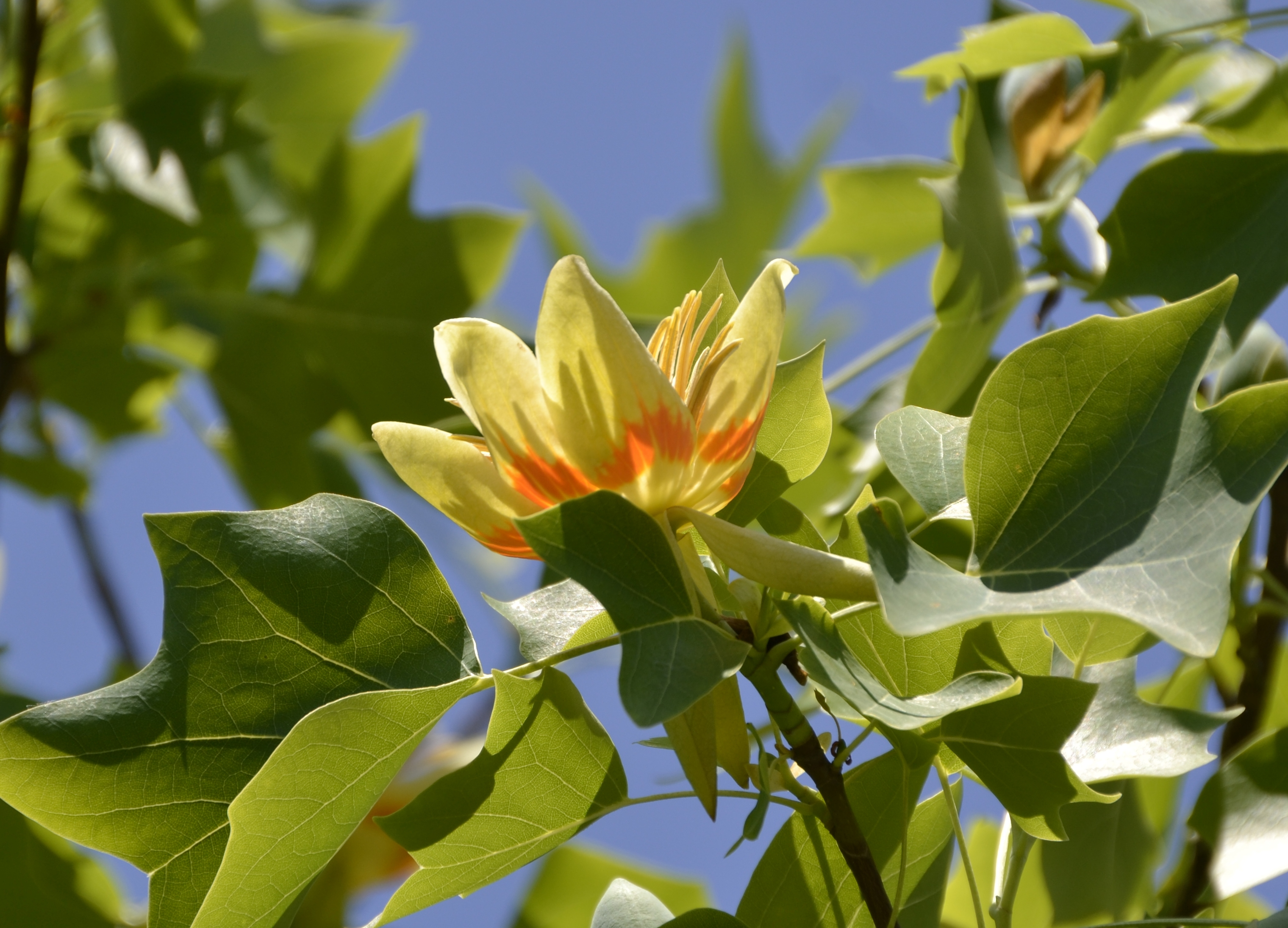
Liriodendron tulipifera een bedektzadige (tulpenboom)
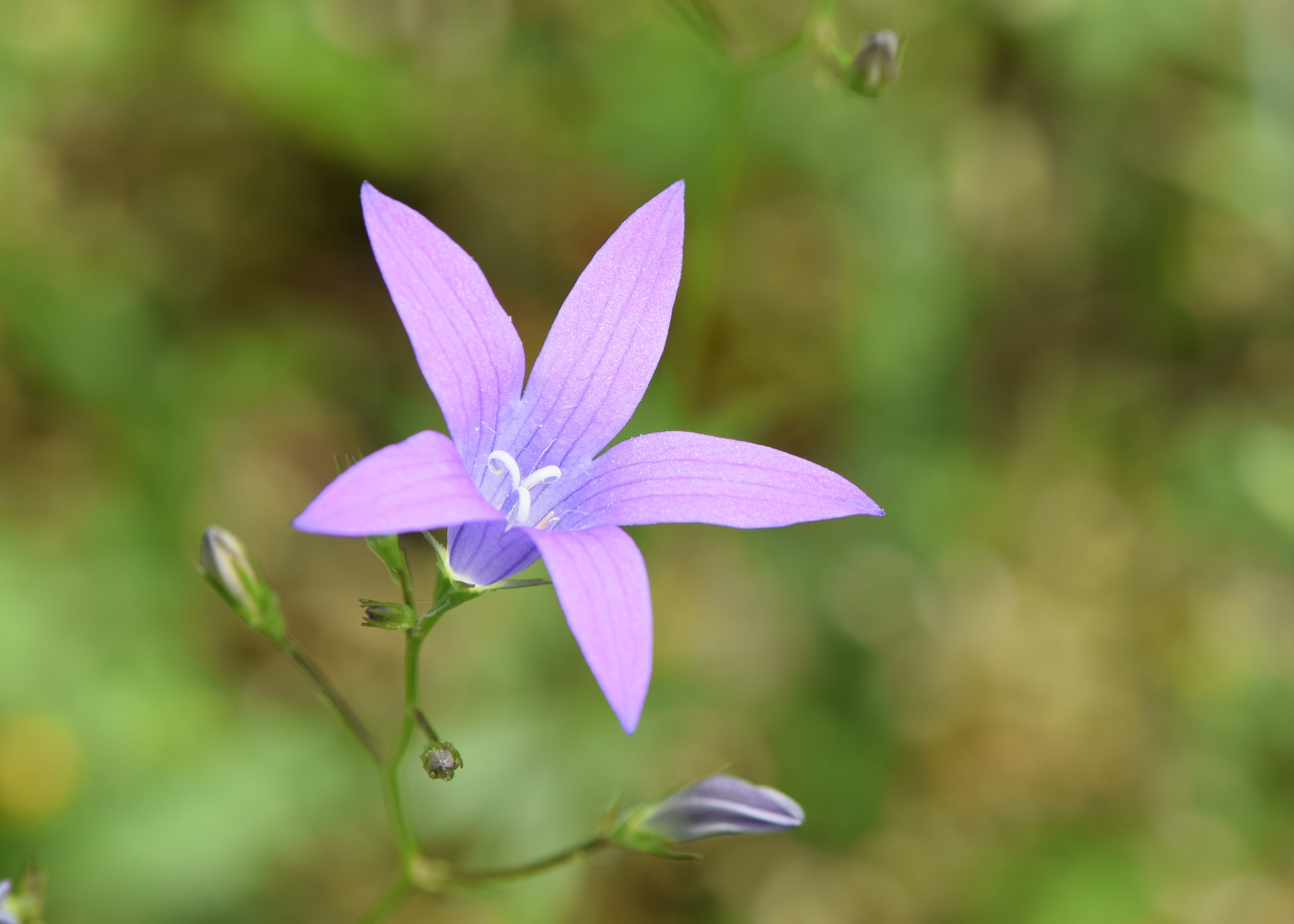
Campanula patula een bedektzadige (weideklokje)

## Dierkunde

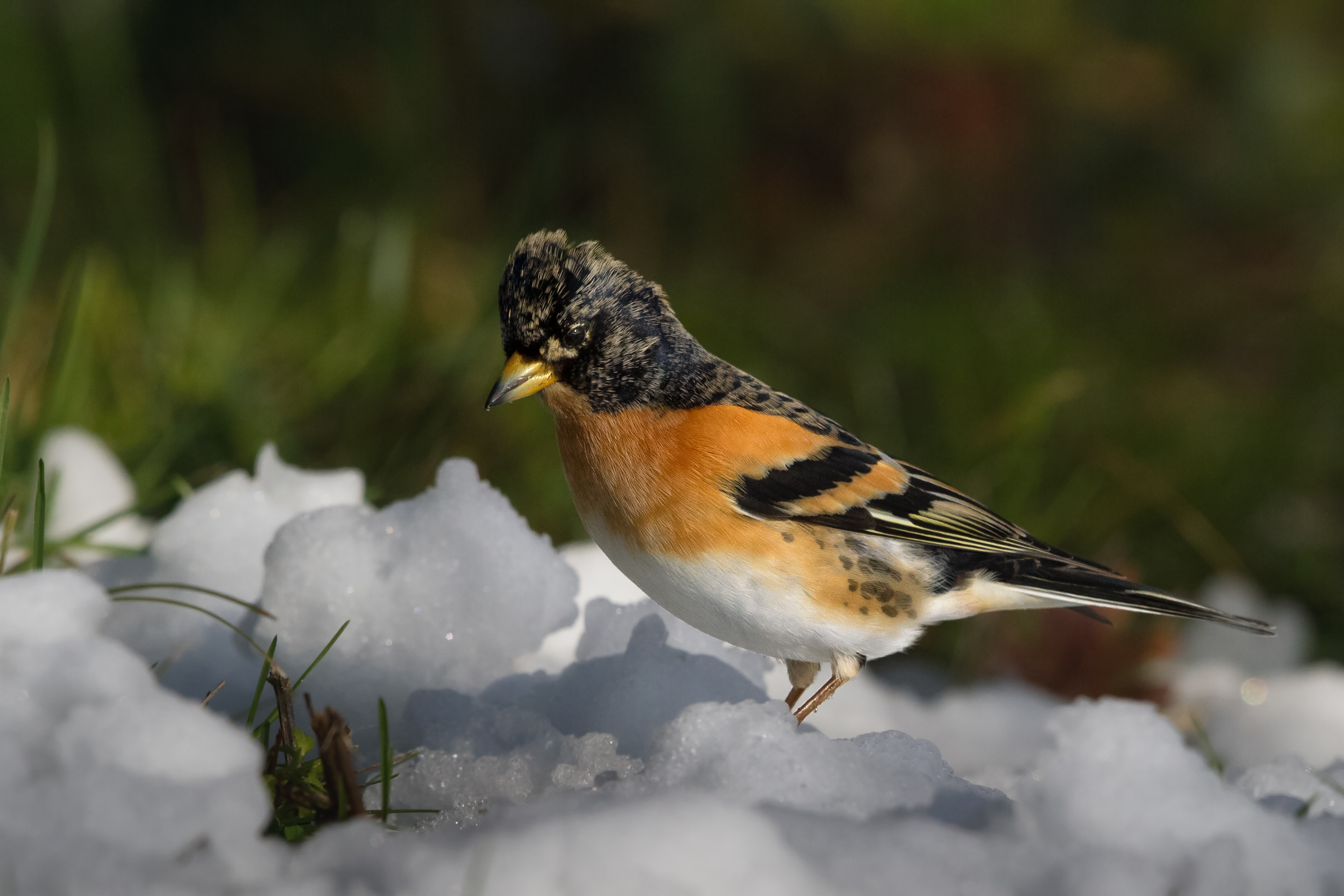
Fringilla montifringilla een vogel (keep)
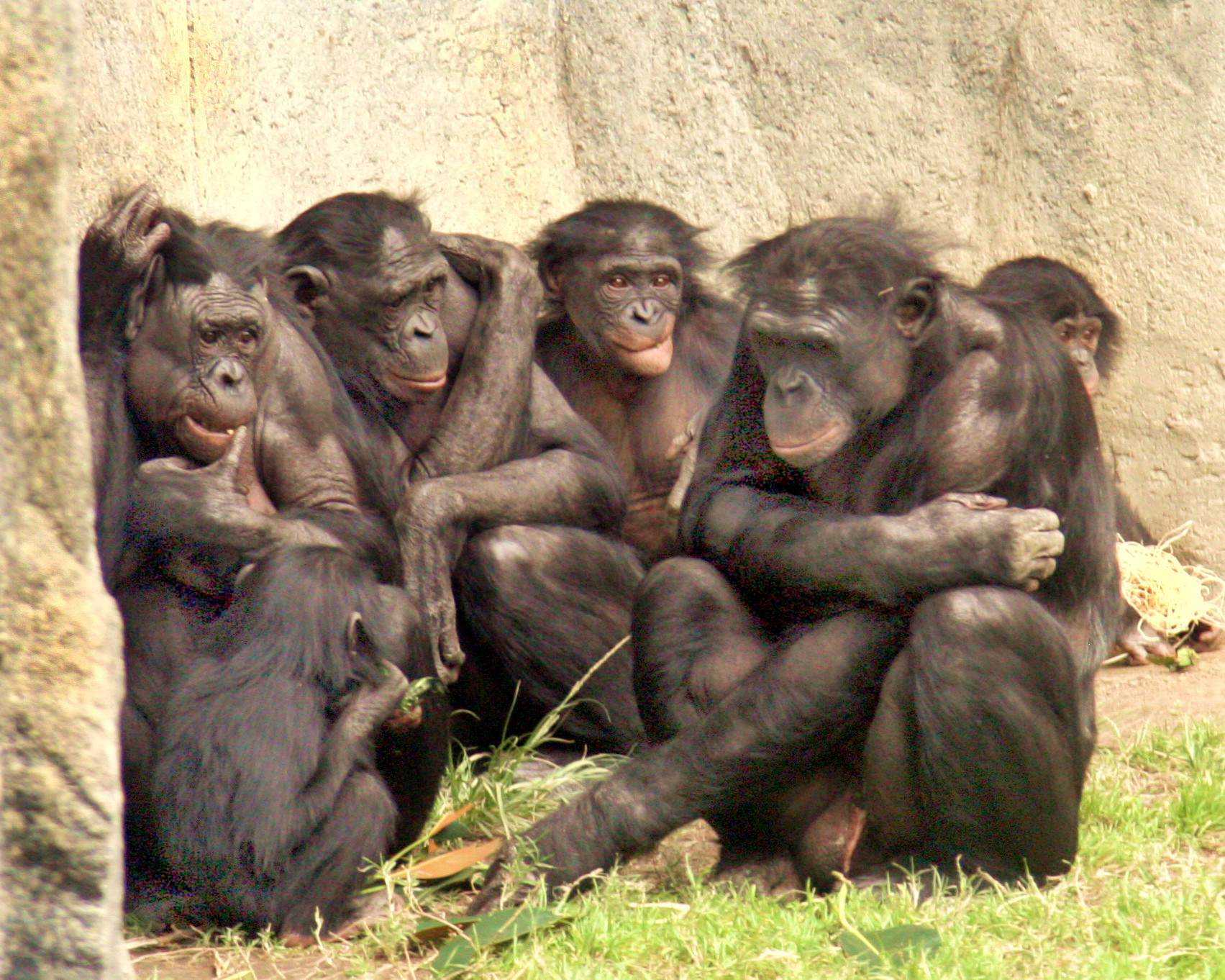
Pan paniscus een zoogdier (bonobo)

Zoölogie of dierkunde (studie van de dieren) omvat:
- bij de Arthropoda (geleedpotigen):
  - Arachnologie (spinachtigen)
  - Entomologie (insecten)
- bij de Vertebrata (gewervelden):
  - Herpetologie (reptielen en amfibieën)
  - Ichtyologie (vissen)
  - Mammalogie (zoogdieren)
  - Ornithologie (vogels)
- Malacologie (weekdieren)

Zoölogie
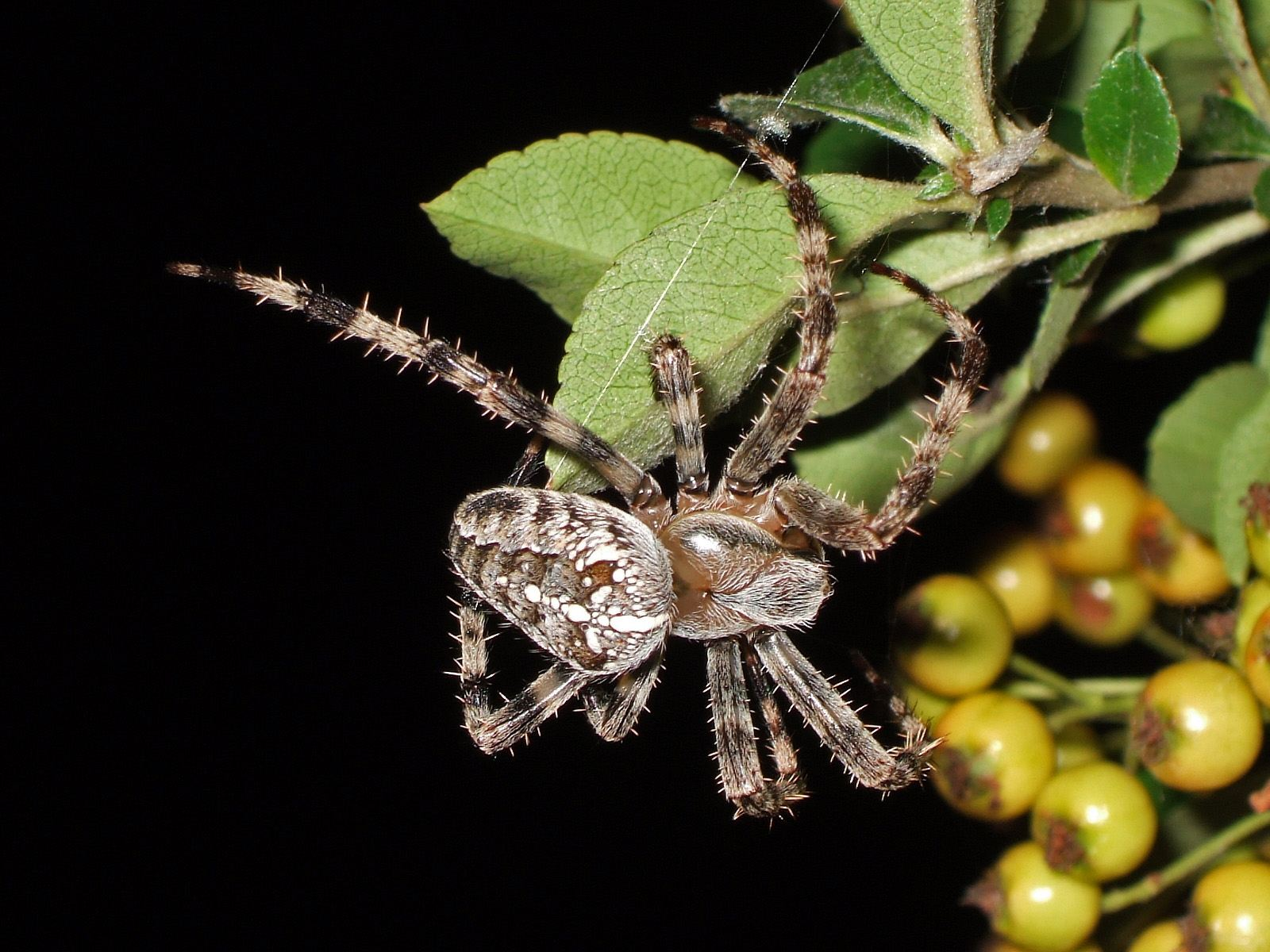
Araneus diadematus, een spin (kruisspin)
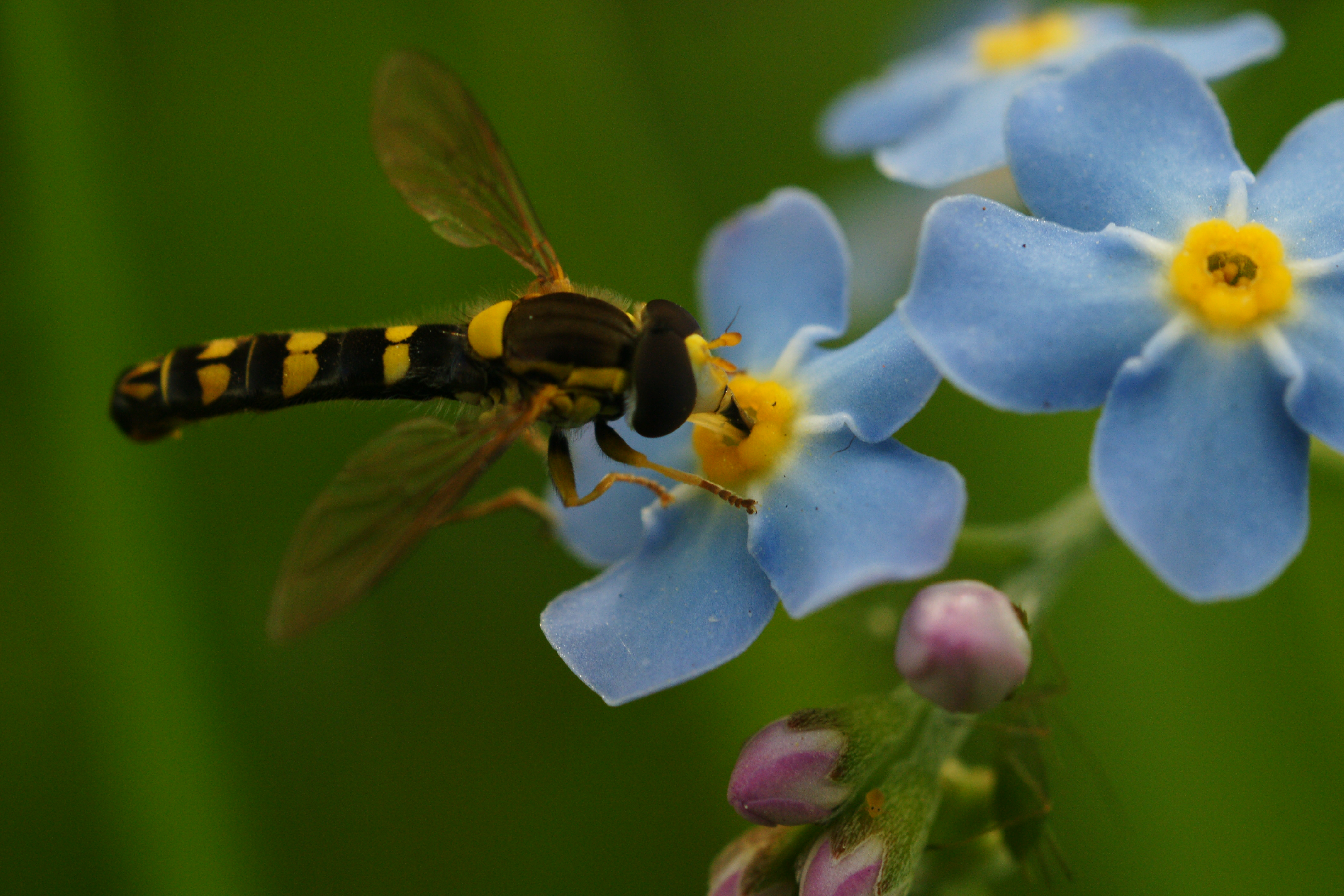
Sphaerophoria scripta, een insect (grote langlijf)
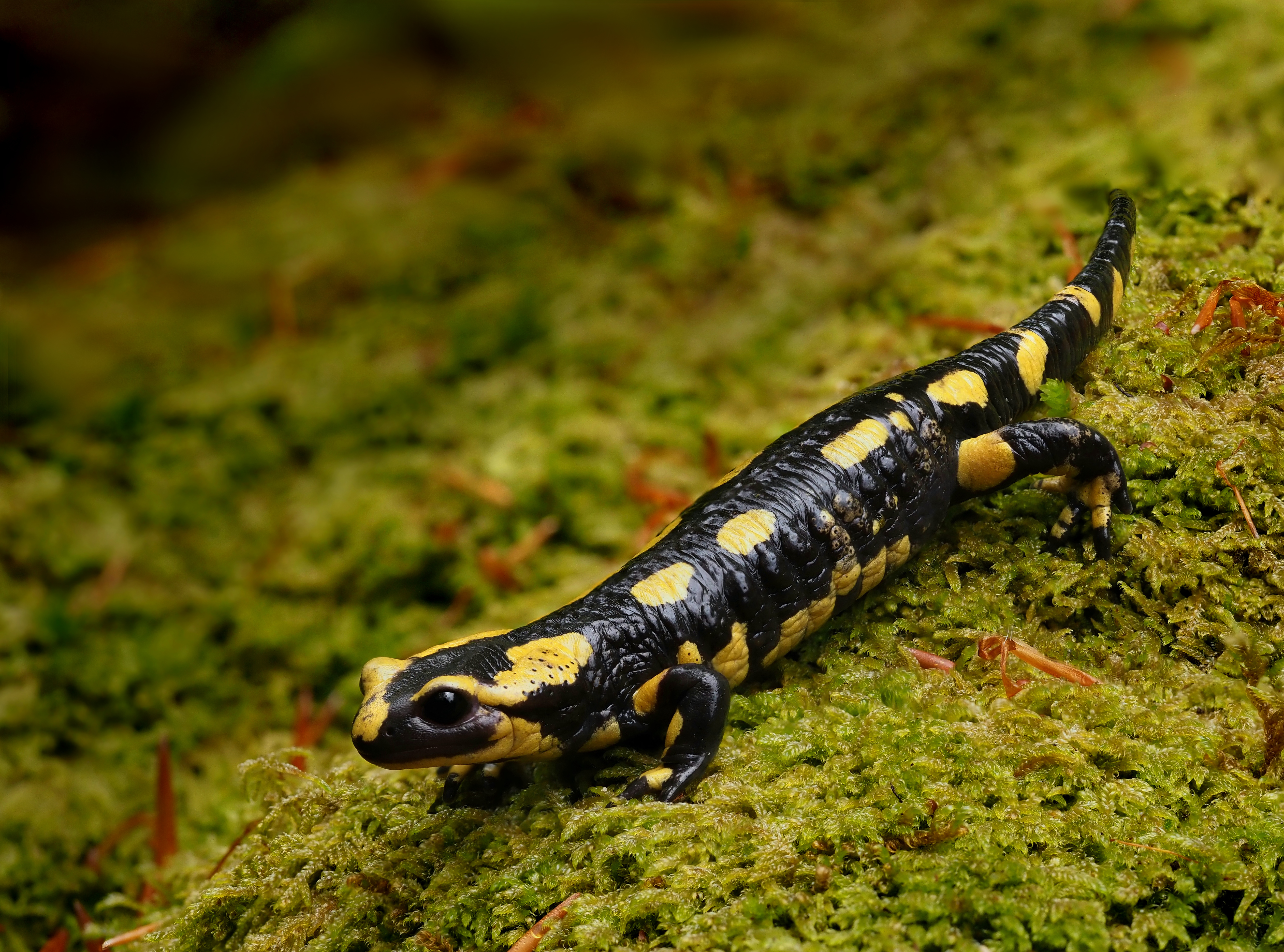
Salamander salamandra, een amfibie (vuursalamander)

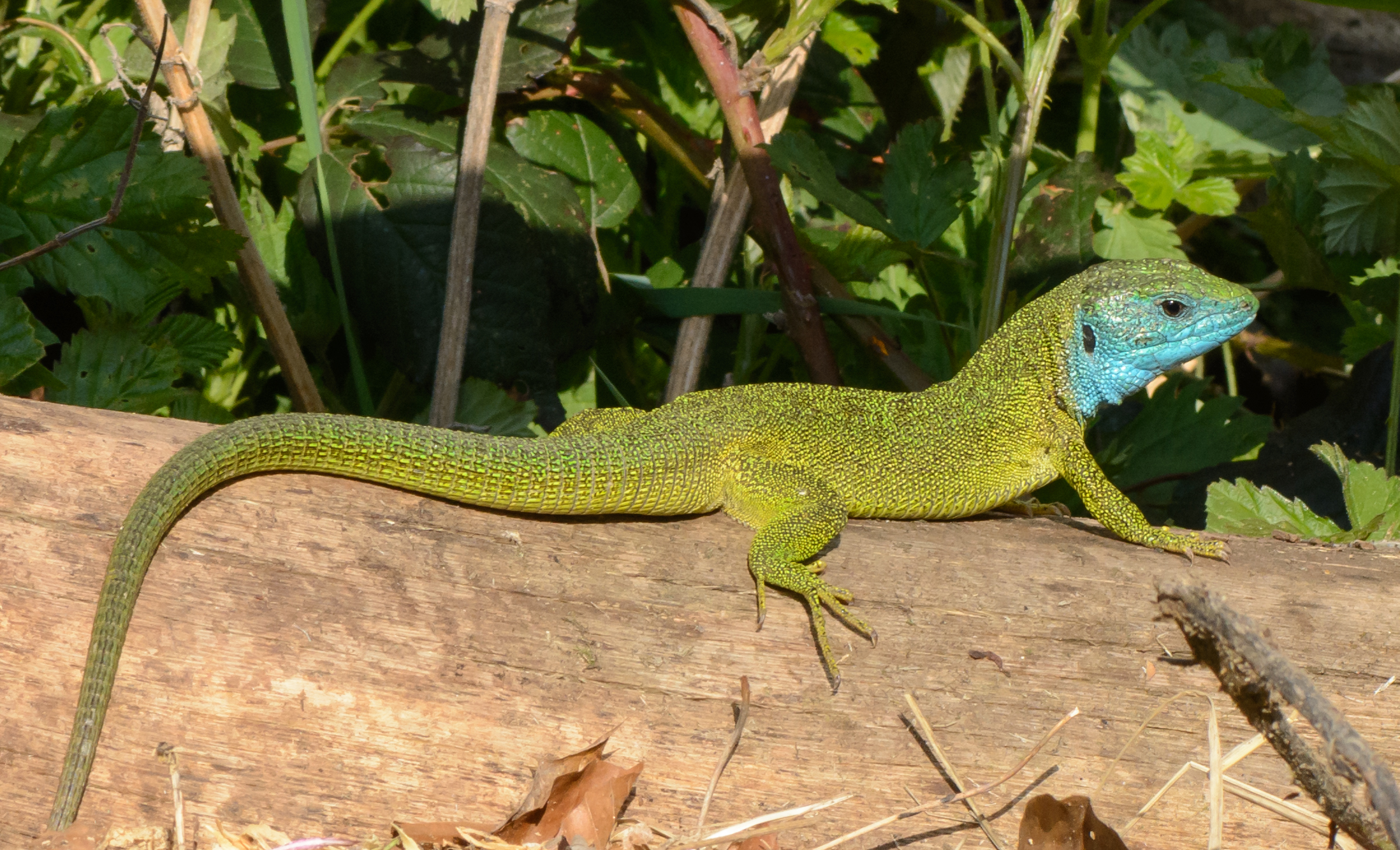
Lacerta viridis een reptiel (oostelijke smaragdhagedis)
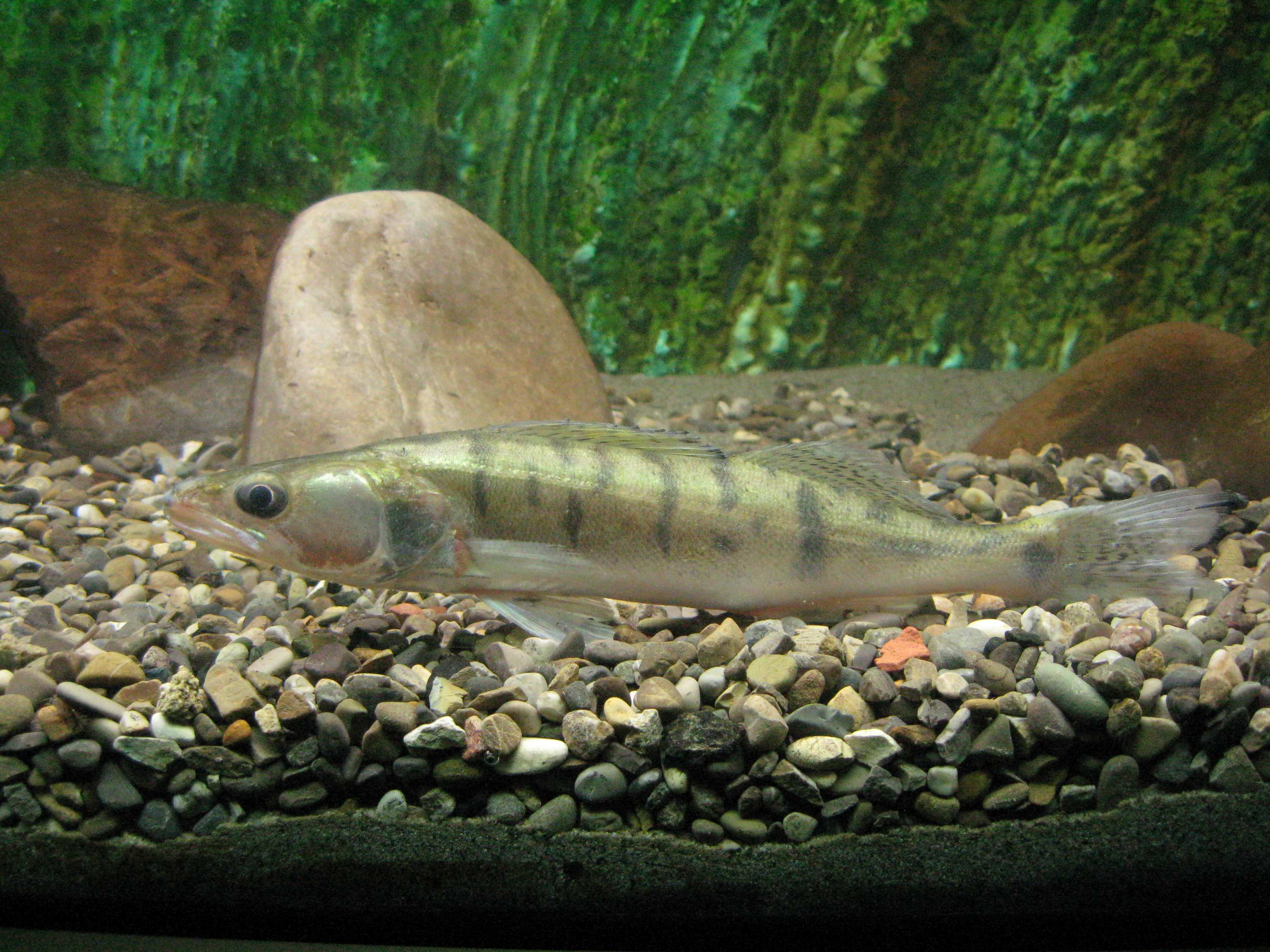
Sander lucioperca een vis (snoekbaars)
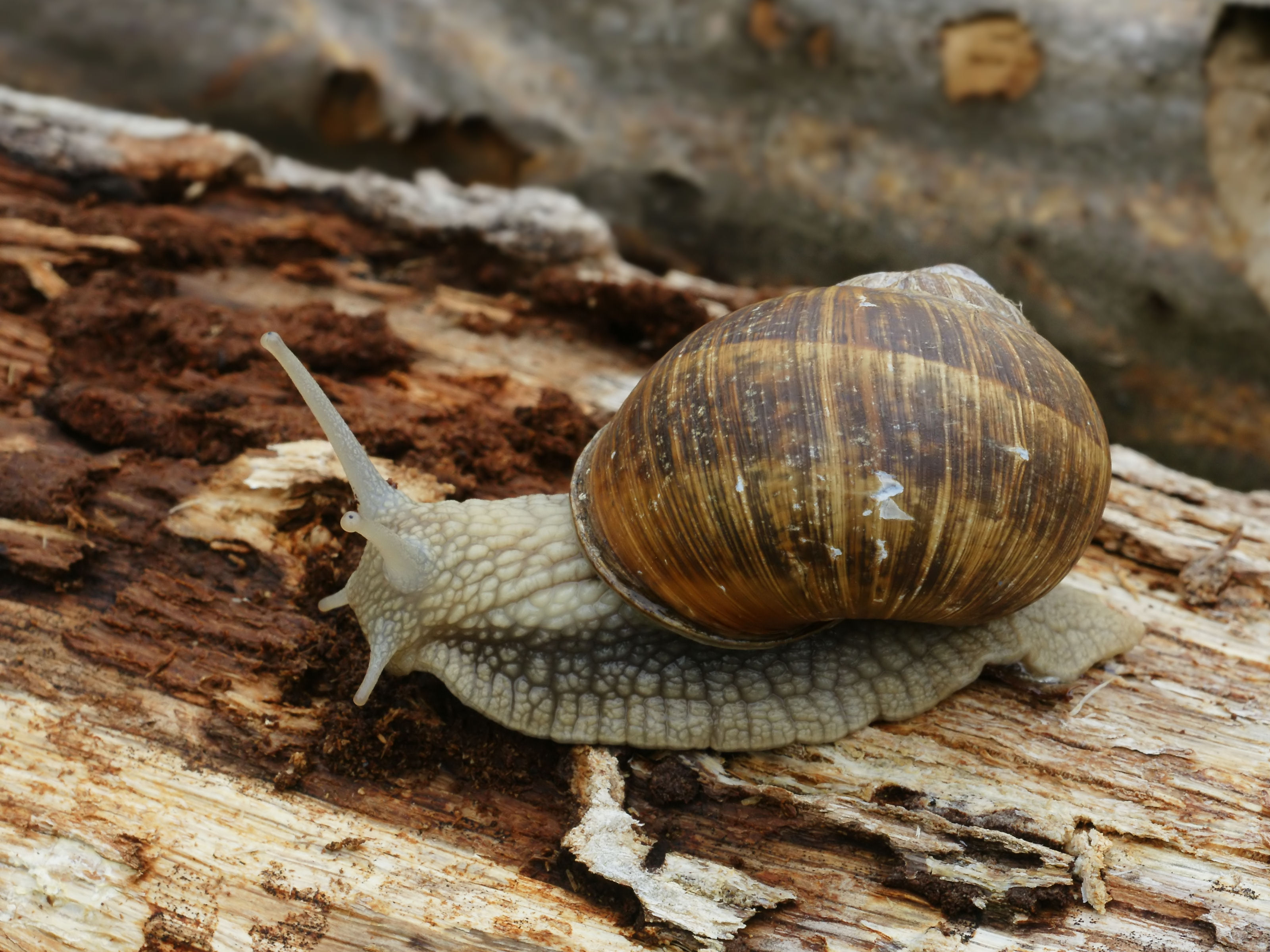
Helix pomatia een weekdier (wijngaardslak)

- Fringilla montifringilla
een vogel (keep)
- Pan paniscus
een zoogdier (bonobo)

## Microbiologie
Microbiologie (studie van micro-organismen) omvat onder andere:
- Microbiologie, met name bacteriologie (bacteriën)
- Virologie (virussen)